# Heinrich Eckert (Musikwissenschaftler)
Heinrich Eckert (auch Heinz Eckert) (* 22. Mai 1905 in Nürnberg; † 20. November 1957 in Essen) war ein deutscher Musikwissenschaftler und Pianist.

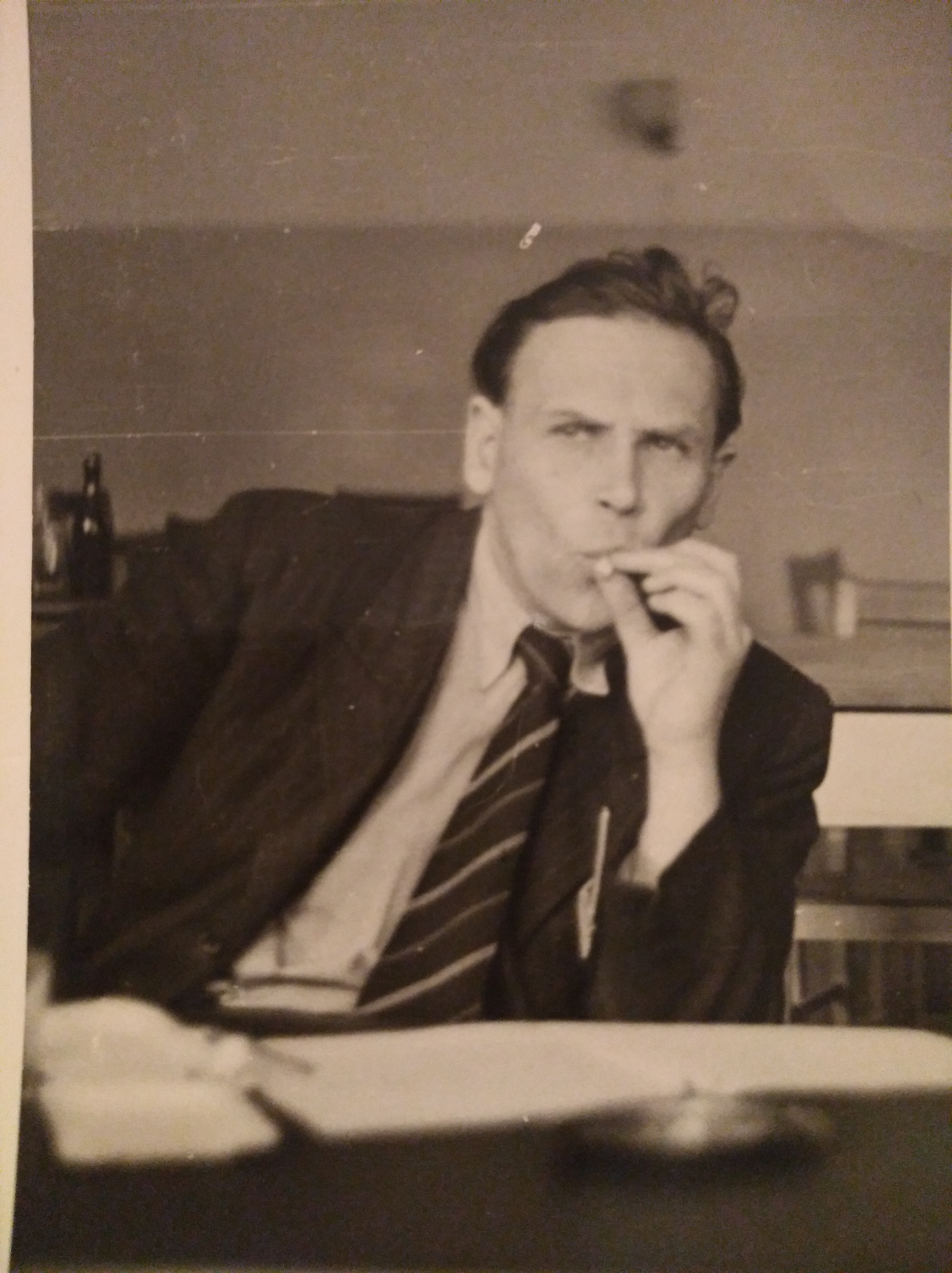
Heinz Eckert in der Folkwang-Kantine April 1950

## Leben
Eckert besuchte humanistische Gymnasien in München und Erlangen. Klavierunterricht hatte er in Erlangen bei Léonie Mendelssohn-Bartholdy. Sein Studium begann er bei Gustav Becking in Erlangen, gleichzeitig am Meistersinger-Konservatorium Nürnberg die Fächer Klavier und Violoncello. Anschließend studierte er an der Universität Wien und der dortigen Akademie für Musik (1927–29), danach an der Deutschen Universität in Prag, darunter Musikwissenschaft weiter bei Gustav Becking. 1931 wurde er dort mit einer Arbeit über den Komponisten Norbert Burgmüller promoviert. Danach übernahm er bis 1937 eine Lehrtätigkeit am Nürnberger Konservatorium für Musikgeschichte und Klavier. 
1935 verheiratete er sich mit der Pianistin Käthe (Charlotte) Brecheis; sie hatten zusammen zwei Kinder. 
Von seinen Konzerten als junger Konzertpianist (ab 1930) haben sich, aufgrund Totalausbombung in Essen während des Zweiten Weltkrieges nur familiäre Erinnerungen und lückenhafte Unterlagen erhalten. 
Er konzertierte z. B. mit dem italienischen Cellisten Enrico Mainardi. 
Januar/Februar 1937 trat er zweimal in Erlangen auf – „mit Beethovenschen Klavierwerken“ sowie als Klavierbegleiter der Sängerin Maria Burger-Siedersbeck (* 1907).
Im Herbst 1937 berief ihn Hermann Erpf, seit 1935 Direktor der Essener Folkwangschule für Musik, Tanz und Sprechen, an seine Institution und es wurde ihm eine Dozentenstelle für Klavier und Cembalo anvertraut.
Seine pädagogische und künstlerische Arbeit (u. a. Rundfunkaufnahmen) wurden durch Einberufung als Soldat, die  nach einer Kriegsverwundung (Armschuss) beendet wurde, unterbrochen (1940–1946); nach Rückkehr aus russischer Kriegsgefangenschaft konnte er seine Arbeit 1947 an der Folkwangschule wieder aufnehmen, und leitete dort ab diesem Jahr das „Studio für Neue Musik“. In Essen und umliegenden Städten hielt Eckert zahlreiche, vorzugsweise Vortragskonzerte mit russischer Musik und neuer Musik, beispielsweise von Skrjabin, Prokofjew,  Hindemith (Marienleben mit Agnes Giebel), Bartók (Mikrokosmos) oder Messiaen (Visions de L'Amen an zwei Klavieren mit Walter Kaempfer). Die Erhebung seines Instituts zur Hochschule für Musik erlebte er aufgrund seines frühen Todes nicht mehr.
Eckert wohnte zuletzt in der Schulte-Pelkum-Straße 2 in Essen-Huttrop, wo er mit 52 Jahren an einem Herzinfarkt starb.

## Schriften (Auswahl)
- Die Musikwissenschaft im Kreise der Schulwissenschaften, in: Zeitschrift für Musikwissenschaft, Jg. 8 (Oktober 1925 bis September 1926), S. 183–185 (Digitalisat)
- Norbert Burgmüller. Ein Beitrag zur Stil- und Geistesgeschichte der deutschen Romantik, Augsburg: Filser 1932 (= Veröffentlichungen des Musikwissenschaftlichen Institutes der Deutschen Universität in Prag, Band 3)
- Gemeinsame Grundlagen des kompositorischen Schaffens von Ludwig Weber, Erich Sehlbach und Siegfried Reda, in: Karl Gustav Fellerer (Hrsg.), Beiträge zur Musikgeschichte der Stadt Essen, Köln-Krefeld 1955, S. 100–107 (Heft 8)